# Mario Wiesendanger
Pour les articles homonymes, voir Wiesendanger.
Mario Wiesendanger, né le 10 mai 1931 à Erlenbach, dans le canton de Zurich, et mort le 21 décembre 2017 à Berne, est un neurologue et neurophysiologiste suisse ayant enseigné à l'Université de Fribourg. Il est surtout connu pour ses travaux sur le contrôle moteur et le rôle de l'aire motrice supplémentaire (SMA) dans la préparation des mouvements.

## Biographie
Mario Wiesendanger naît le 10 mai 1931 à Erlenbach. Il est originaire de Zurich.
Il fait ses études de médecine à l'Université de Zurich où il obtient son diplôme de médecin en 1959. Il se spécialise en neurologie et neurophysiologie clinique sous la direction de Marco Mumenthaler. Il perfectionne sa formation clinique à l'Institut de neurophysiologie de Copenhague où il fait la connaissance du professeur Fritz Buchthal (1907-2003). Utilisant les techniques d'EMG quantifiée chez le chat anesthésié et chez l'Homme, il étudie l'influence des voies pyramidales sur les motoneurones alpha et gamma. En 1964, il rejoint l'institut de recherche sur le cerveau du professeur Konrad Akert (1919-2015) à Zurich où il restera huit ans, en y développant son propre laboratoire de neurophysiologie expérimentale. Il obtient son habilitation en 1969 et est nommé professeur assistant en 1970. Il entreprend durant cette période deux voyages d'études comme scientifique visiteur, l'un à Paris dans le laboratoire du professeur Pierre Buser (1921-2013), l'autre à Oxford auprès du professeur Charles Garrett Phillips (1916-1994). Entre 1972 et 1975, il est professeur associé à l'université de Western Ontario.
Il inaugure en 1977 la chaire de neurophysiologie de l'Université de Fribourg. Il est doyen de la faculté des sciences de l'Université de Fribourg en 1979 et 1980. En 1994, année de la fin de son mandat universitaire, un symposium  scientifique rassemblant les principaux spécialistes du domaine de la neurophysiologie du contrôle moteur est organisé par son élève Éric Rouiller, mettant en lumière le rôle pionnier de ses travaux. Il revient à partir de 1995 et jusqu’à 2000 à une pratique de neurologue clinicien, en qualité de professeur invité dans le département de neurologie de l'Inselspital, à Berne, s'intéressant aux troubles de la coordination bimanuelle dans diverses affections neurologiques.

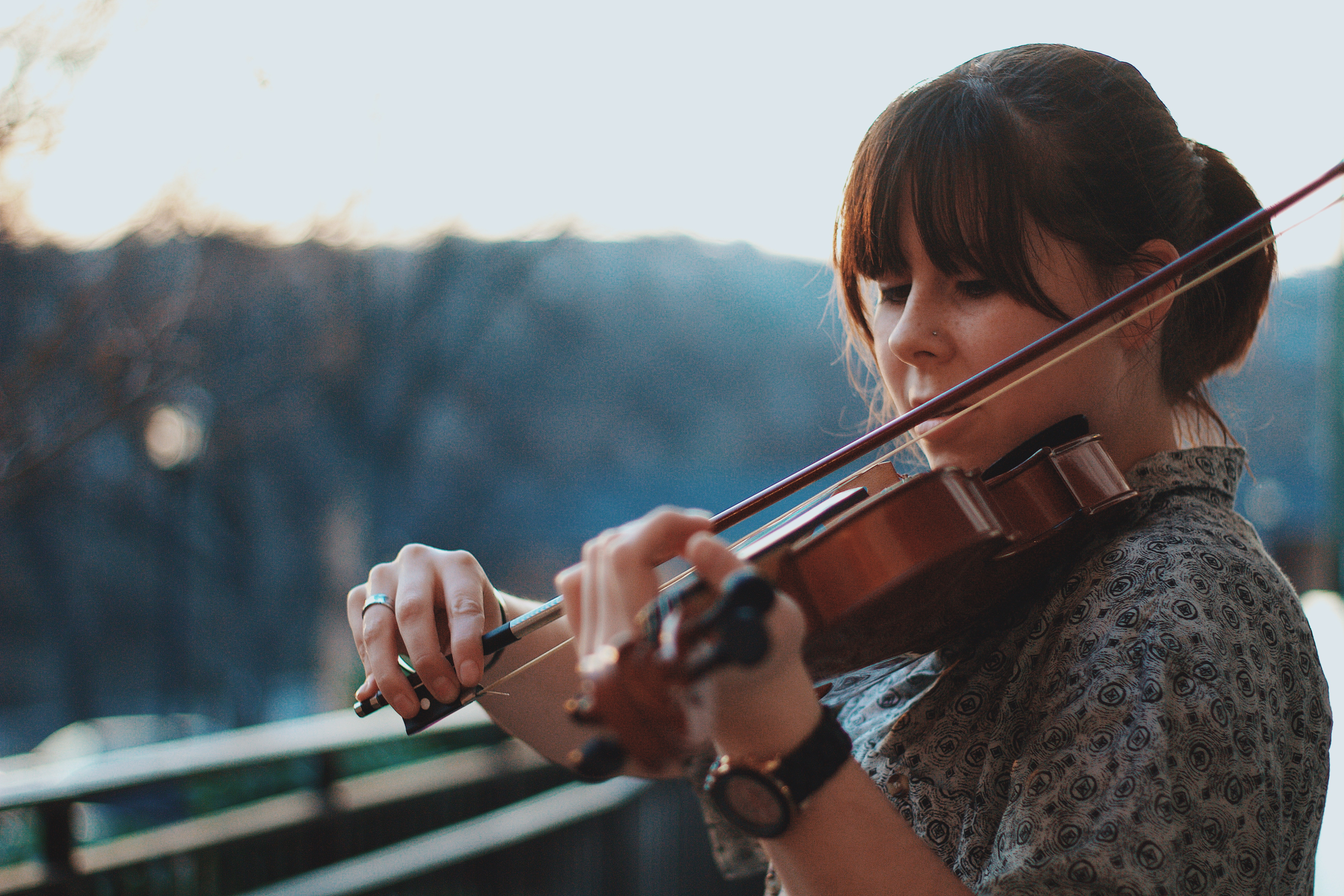
La coordination bimannuelle sophistiquée des violonistes a été l'un des sujets d'étude de Mario Wisendanger.

Sa propre pratique en amateur du violon lui permet notamment d'étudier directement la finesse du contrôle moteur exigée simultanément par les doigtés de la main gauche et les mouvements d'archet de la main droite.
Il a été marié à Rita Gisi, elle aussi médecin et chercheuse, avec qui il a eu quatre filles. Il meurt le 21 décembre 2017 à Berne.

## Distinction
1966 : Prix Robert-Bing de l'Académie suisse des sciences médicales pour son travail intitulé « Rôle du système pyramidal dans l'intégration sensomotrice »

## Travaux scientifiques

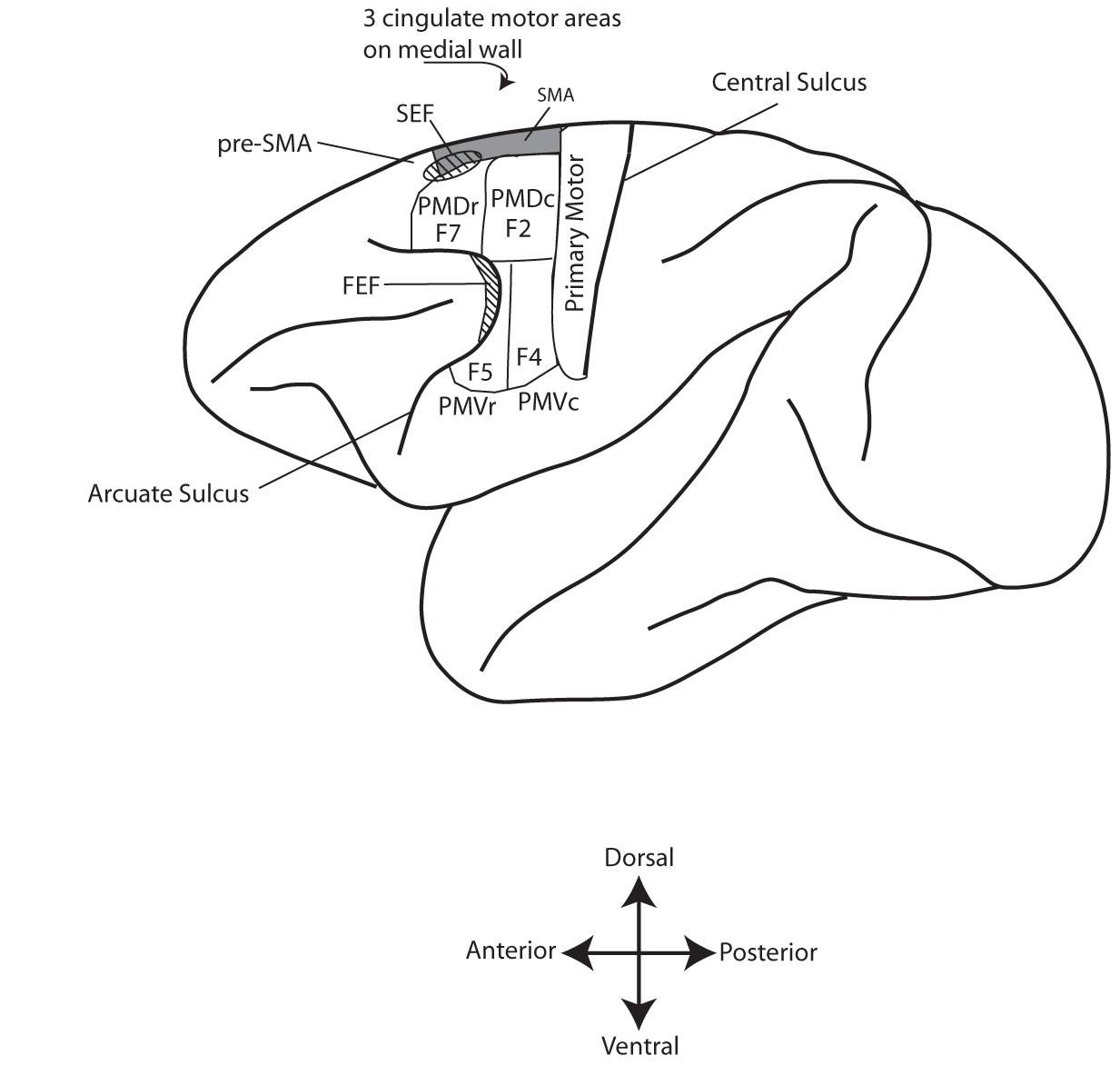
Les aires corticales motrices schématisées à la face externe d'un hémisphère cérébral gauche chez le singe. L'aire motrice supplémentaire (SMA) à laquelle Wisendanger a consacré d’abondantes recherches est ici figurée en gris foncé.

- (en) The pyramidal tract, its structure and function (Le Tractus pyramidal : structure et fonction) (1969)
- (en) Pathophysiology of muscle tone (Physiopathologie du tonus musculaire) (1972)
- (en) Recent developments in studies of the supplementary motor area in primates (Développements récents dans les études de l'aire motrice supplémentaire chez les primates) (1986)
- (en) Redistributive function of the motor cortex (Fonction redistributive du cortex moteur) (1986)